# مایویچ
مایویچ (به صربی: Maljević) یک منطقهٔ مسکونی در صربستان است که در میونیتسا واقع شده‌است.